# 巨葉花遠志
巨葉花遠志（学名：Polygala arcuata）为遠志科遠志屬下的一个种。其种加词“arcuata”意为“弓形的”、“弯曲的”。